# Fodor Gyula (építész)

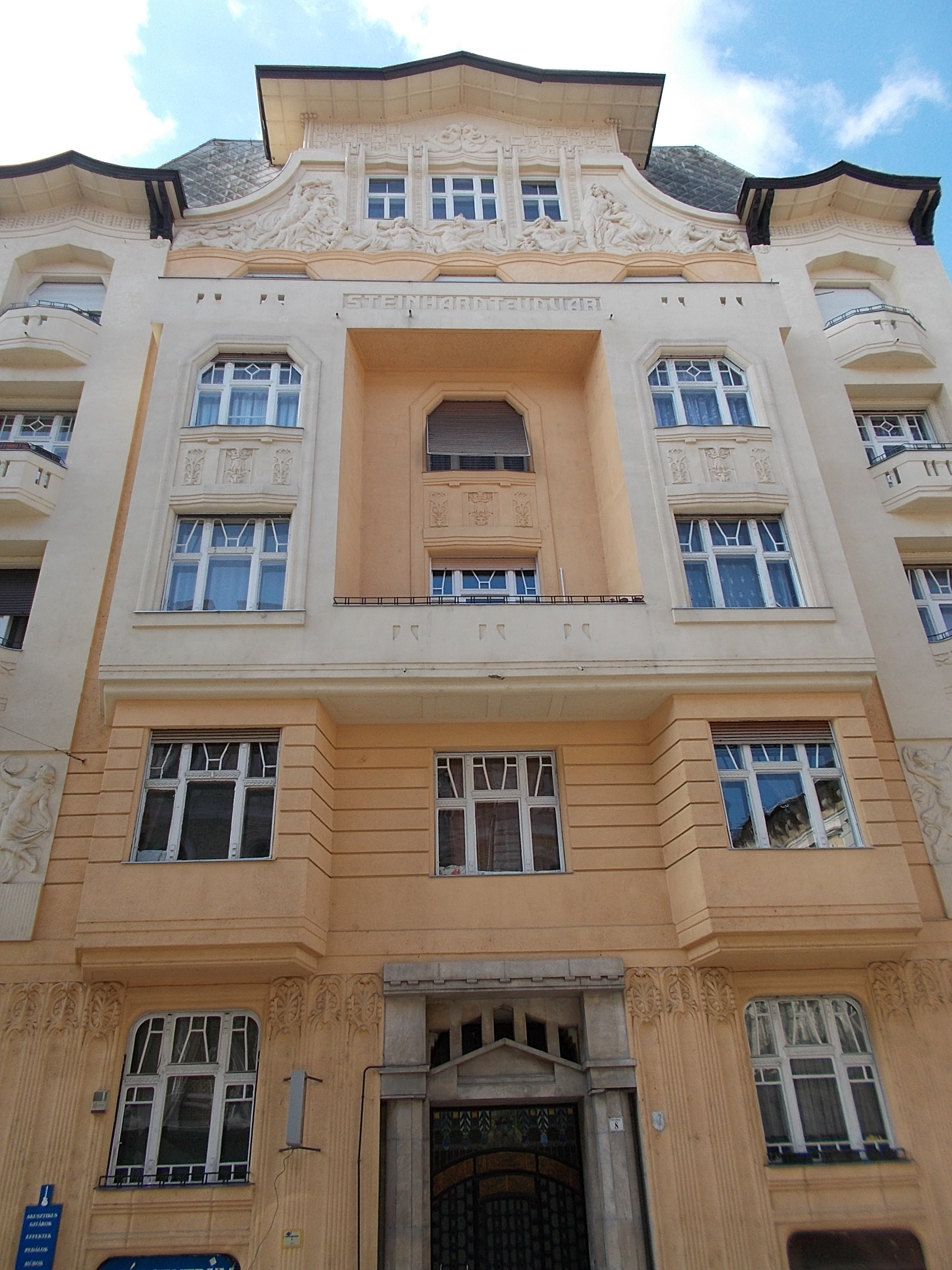
A Steinhardt-ház

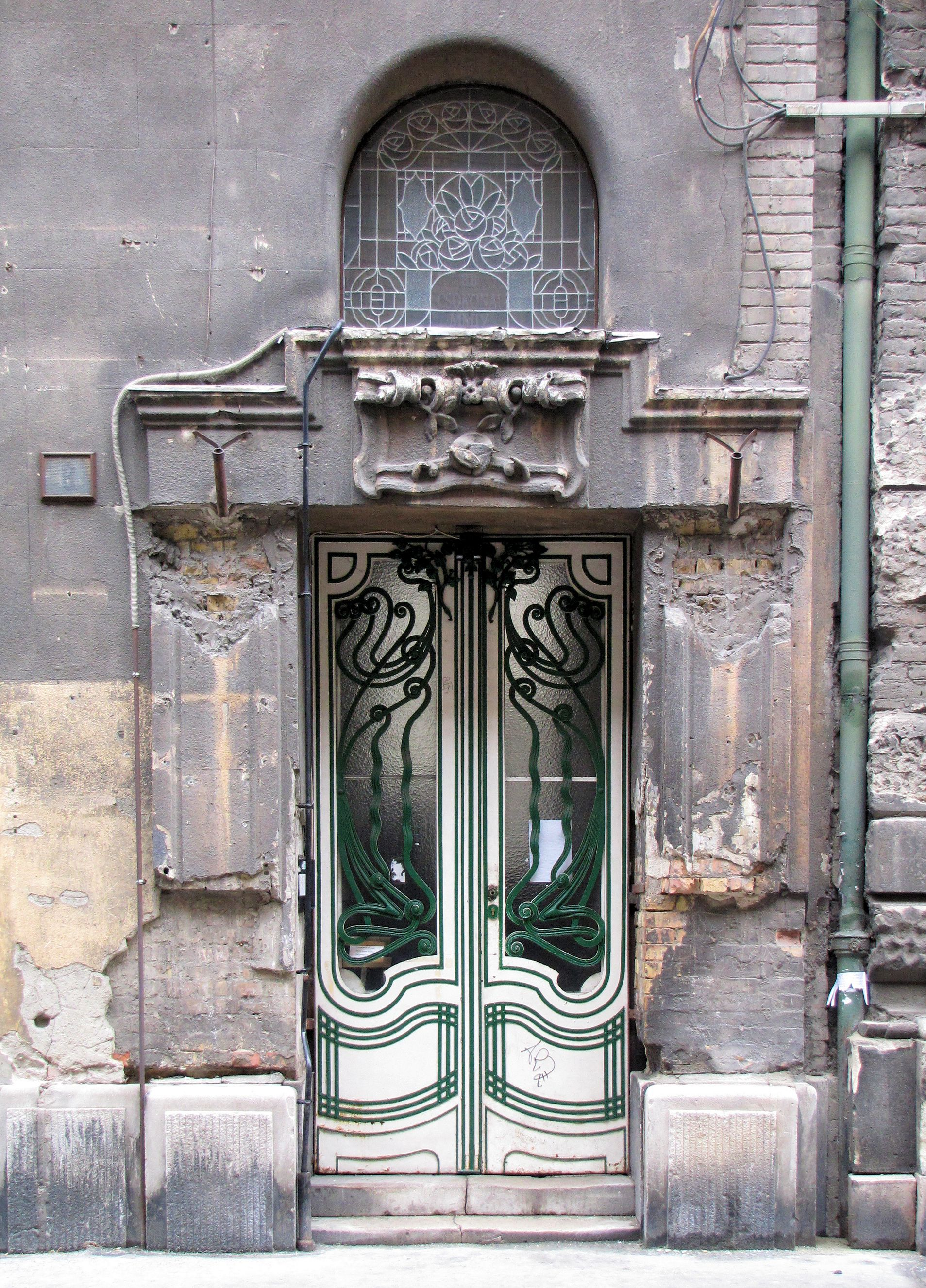
A Csokonai utcai bérpalota kapuja

Színi Fodor Gyula, (Pest, 1871. december 4. – Budapest, 1942. január 27.) magyar építész, vállalkozó, „a szecesszió nagymestere”.

## Élete
A református vallású nemesi családban, Pesten született, szülei színi Fodor Pál és Kaminszky Berta. Édesapja egy időben színházi ruhatárnok volt, hogy el tudja tartani négy kiskorú gyermekét. Fodor Gyula két évig rajziskolai képzésben vett részt valamint Wagner János építőmester mellett gyakornokoskodott, majd 17 évesen beiratkozott a Felső Ipariskola 4 féléves, téli kőműves tanfolyamára, amelyet 1892-ben fejezett be. A Bécsi Egyetemen végzett. 1896. november 22-én Budapesten, a Ferencvárosban Schirmbrandt Anna Jozefa Krisztinát vette feleségül, akinek édesapja az Állatkert Oroszlánházának tervezéséért és kivitelezéséért is felelős építési vállalkozó, Schirmbrandt Antal volt. Két lányuk született.
Az 1900-as lakcímjegyzék magát Fodort is építési vállalkozóként tartja nyilván az Ügynök (ma Kresz Géza) utca 7.-ben. Ugyanakkor az anyakönyv szerint második lányuk, Hajnalka Mária, 1900. szeptember 21-én a VII. kerületi Aréna (ma Dózsa György) út 2.-ben született – ami azért érdekes, mivel ez a terület a Keleti pályaudvarhoz tartozik. Építészpályázatokon nem vett részt, gazdag megrendelőknek dolgozott. Több cégben is feltűnik a neve, így a Fodor Gyula és Társában, ahol felesége a cégtulajdonos, ő a tervező, a Hunnia Építő Rt.-nél pedig a társaság építésze, képviselője, máshol ügyvezető igazgatója. A harmadik cég az Atlantica Tengerhajózási Társaság, amelynek székházát a Falk Miksa utca 18–20. szám alatt emelte. 1903-tól 1914-ig mintegy 40 szecessziós épületet tervezett Budapesten módos kereskedők és építési vállalkozók számára. Az első világháború kitörése után a bérházépítés jó tíz évre szinte teljesen leállt. 1914-ben Fodor még csak 42 éves volt, élete teljében találta ez a dekonjunktúra és nyilván a fenti cégeknek köszönhetően tudta csak fenntartani magát, mivel legközelebb csak 1931-ben tervezett, egy, az addigi munkáitól nagyban eltérő külsejű bérházat, a belvárosi Vármegye utcában.

„Fodor hetven évesen, szívrohamban halt meg 1942-ben. Az idősebb lánya a fővárosban lakott férjével, feleségét és a kisebbik lányát '45 után, osztályidegenként kitelepítették Boglárról, a villát államosították. A BAZ megyei Mádra kerültek egy családhoz, ahol lényegében cselédsorban éltek 1949-től 1956-ig, istállóban, földön aludtak, földmunkát végeztek. 1956 augusztusában »szabadultak«, visszatértek Budapestre, de régi életkörülményeiknek és a családi vagyonnak természetesen búcsút mondhattak. Az ingóságokat, amiket nem mentett ki időben a család többi része, széthordták és megsemmisítették mások, nekik jóformán semmijük sem maradt, életük hátralévő részében méltatlan körülmények között éltek. A boglári villába sosem tértek vissza. Amikor az 1970-80-as években Stephane [Fodor Gyula unokaöccse] levitte kocsival unokatestvérét, hogy megnézzék a házat, Hajnalka még az autóból sem akart kiszállni. Stephane úgy emlékszik, hogy a villa az Oktatási Minisztérium, később pedig talán a Vízművek tulajdonában állt”

– Kép-tér.blog.hu 2014. augusztus 9.

A Fiumei úti sírkertben a 34. parcellában volt sírja, 1967-ben az Óbudai temető, 4. parcellájában újratemették.

## Művei
„A budapesti Baross-utca 11. sz. alatti és az Üllői-útra is átnyúló telken épült bérpalota tervezésekor modern 6-8 szobás lakásokból álló ház építése volt a cél, takarékos, de kényelmes berendezéssel. Alaprajzi elrendezését illetőleg – tekintettel a telek nagyságára és a kívánt lakások csekély számára – ezeket csoportosítani úgy kellett, hogy emeletenkint négy nagy lakás készült világos helyiségekkel. Az egész udvar alá van pincézve, egyetlen nagy raktárhelyiséget képez; a földszinten egy kávéház és több üzlethelyiség van nagy nyílásokkal, terméskőoszlopokkal elosztva.”

– Építőipar (10. sz. 1909. március 7. – kitervezte.hu

- Budapest V., Somogyi Béla utca 7., lakóház, 1903–04
- Budapest VII., Rózsa utca 29., háromemeletes lakóház, 1904
- Budapest VI., Hajós u. 25., lakóház, az ún. Napóleon-udvarral, 1905–1906[7]
- Budapest VIII., Baross utca 11., műemléki épület (hrsz: 36753), Arany Sas-udvar, 1905–1907[8]
- Budapest VIII., Csokonai utca 8., műemléki lakóház (hrsz: 34656), 1906 körül
- Budapest VII., Kazinczy utca 51., műemléki lakóház (hrsz. 341589, 1907
- Budapest VIII., Gyulai Pál utca 16., háromemeletes lakóház, 1907
- Budapest VIII., Fiumei út 12/B-14., műemléki lakóház (hrsz: 345879)
- Budapest XII., Csaba utca 8., négyemeletes lakóház, 1909
- Budapest V., Falk Miksa utca 13., ötemeletes lakóház, 1909
- Budapest VIII., József utca 36., háromemeletes lakóház, 1910
- Budapest VI., Dózsa György út 64., a lakóházat az Országos Tisztviselő Szövetség Házépítő Szövetkezetének építette 1908-ban, de saját családjának lakása is itt volt.[9]
- Budapest V., Falk Miksa utca 22., ötemeletes lakóház, 1910
- Balatonboglár, „Munka után” villa, saját családjának építette 1910 körül
- Budapest VII., Alsó erdősor 8., „Steinhardt-ház” (műemlék, hrsz: 33603), 1911
- Budapest VI., Nagymező utca 8., ötemeletes Ernst-bérház, az Ernst Múzeum székhelye, 1911–12[10]
- Budapest V., Falk Miksa utca 18–20., az Atlantica Tengerhajózási Társaság székháza, 1912–13[11]
- Budapest V., Belgrád rakpart 16., ötemeletes lakóház, 1913–14
- Budapest VI., Nagymező utca 31., négyemeletes lakóház, 1913–14
- Budapest XIII., Hegedűs Gyula utca 16., négyemeletes lakóház, 1914
- Budapest V., Vármegye u. 7., az OTI Bányanyugbéralap bérháza, 1931[12]

## Egyéb irodalom
- (szerk.) Rozsnyai József: Építőművészek a historizmustól a modernizmusig, Terc Kereskedelmi és Szolgáltató Kft. Szakkönyvkiadó Üzletága, Budapest, 2018, ISBN 978-615-5445-52-1